# Ceraphron cephalotes
Ceraphron cephalotes är en stekelart som beskrevs av Sundholm 1970. Ceraphron cephalotes ingår i släktet Ceraphron och familjen pysslingsteklar. Inga underarter finns listade i Catalogue of Life.